# Rok Ampach
‎Rok Ampach, avstrijski jezuit, filozof in teolog, * 15. avgust 1636, Bolzano, † 27. oktober 1709, Dunaj.
Bil je rektor Jezuitskega kolegija v Ljubljani med 24. januarjem 1685 in 30. aprilom 1688.